# 國道273號
國道273號是由日本北海道帶廣市為起點、北海道紋別市為終點的一般國道。於上川町有部份為國道39號重複區間。

## 概要
- 陸上距離：235.2km
- 起點：北海道帶廣市西18条北1丁目26番（西17北1交點＝國道38號・國道241號交差點）
- 終點：北海道紋別市渚滑町7丁目46番1（渚滑町5丁目・渚滑町7丁目交點＝國道238號交差點）
- 主要經由地：上川町
- 指定區間：全線
- 標高1,139m的三國隧道為北海道内的國道中標高最高

## 历史
- 1970年4月1日 一般國道273號（北海道帶廣市～北海道紋別市）指定。

※1974年　三國隧道開通
※1984年　浮島隧道開通
※1993年　伴隨三國山（上士幌町側以南）改良、全線全年通行化。

## 主要峠

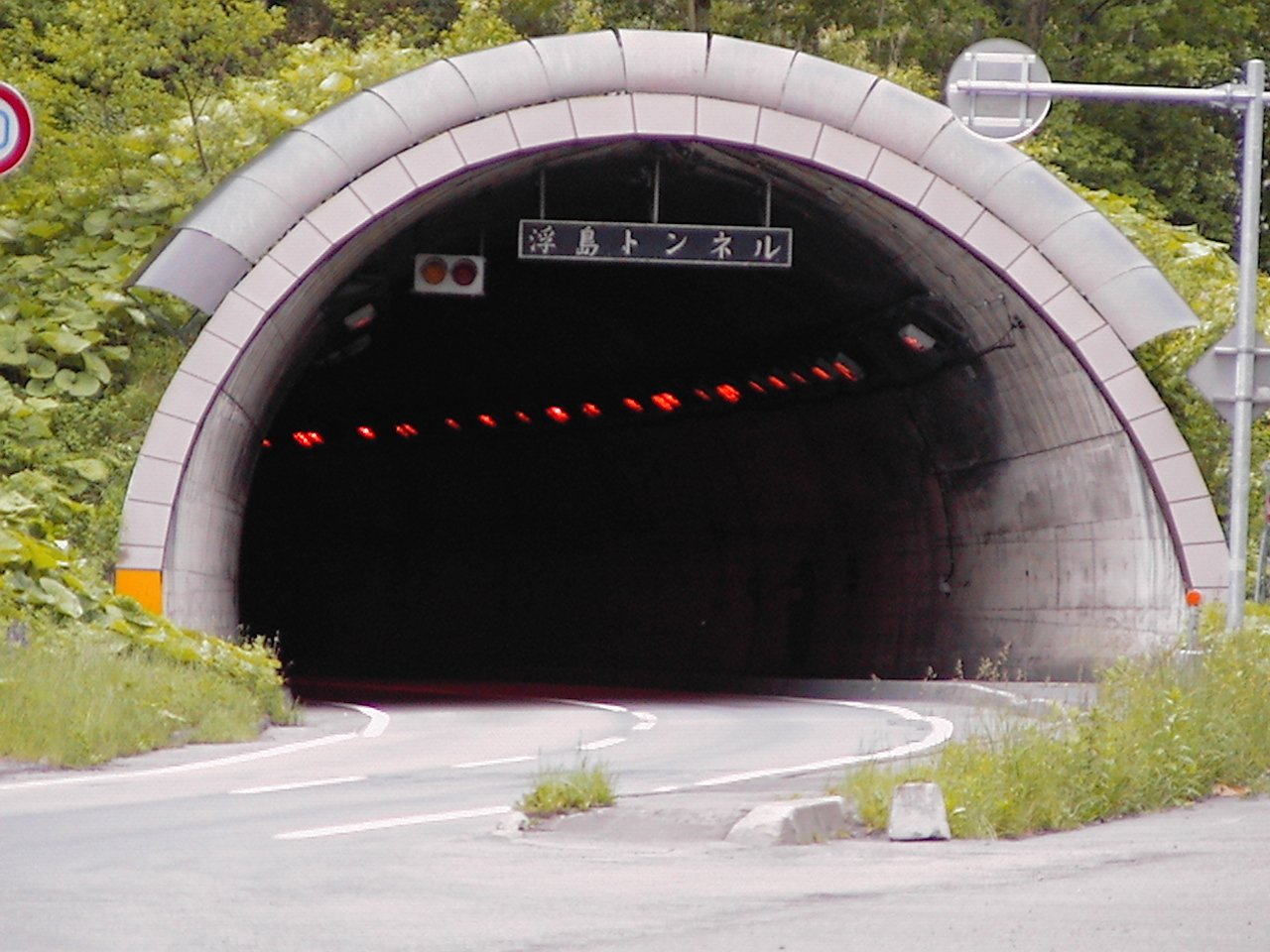
浮島隧道（浮島山）

- 三國峠（河東郡上士幌町～上川郡上川町）標高1150m
- 浮島峠（上川郡上川町～紋別郡瀧上町）標高620m

## 重複區間
- 帶廣市西18条北1丁目（西17北1起點）～河東郡上士幌町上士幌（上士幌15區交點）：國道241號
- 上川郡上川町層雲峽（大雪湖交點）～上川郡上川町日東（上川町日東交點）：國道39號
- 上川郡上川町日東（上川町日東交點）～上川郡上川町上越：國道333號

## 通過市町村
- 北海道
  - 十勝支廳
    - 帶廣市 - 河東郡音更町 - 河東郡士幌町 - 河東郡上士幌町

  - 上川支廳
    - 上川郡上川町

  - 網走支廳
    - 紋別郡瀧上町 - 紋別市

## 接續路線
- 十勝支廳
  - 國道38號・北海道道715號芽室東四条帶廣線：帶廣市西18条北1丁目（西17北1起點）

國道241號重複區間省略
- - 國道241號・北海道道337號上士幌士幌音更線：河東郡上士幌町上士幌（上士幌15區交點）
  - 北海道道316號上士幌音更線・北海道道418號上士幌停車場線：河東郡上士幌町上士幌（上士幌10區交點）
  - 北海道道468號清水谷足寄線：河東郡上士幌町上士幌清水谷
  - 北海道道85號鹿追糠平線：河東郡上士幌町糠平

- 上川支廳
  - 北海道道1162號銀泉台線：上川郡上川町層雲峽
  - 國道39號：上川郡上川町層雲峽（大雪湖交點）

國道39號重複區間省略
- - 國道39號：上川郡上川町日東（上川町日東交點）
  - 上川天幕出入口 - 國道450號 旭川紋別自動車道：上川郡上川町天幕
  - 國道333號：上川郡上川町上越
  - 浮島IC - 國道450號 旭川紋別自動車道：上川郡上川町上越

- 網走支廳
  - 北海道道828號シラトリマップ瀧ノ上原野線：紋別郡瀧上町瀧美町
  - 北海道道61號士別瀧之上線：紋別郡瀧上町旭町
  - 北海道道137號遠輕雄武線：紋別郡瀧上町新町
  - 北海道道996號上渚滑原野瀧上線：紋別郡瀧上町雄鎮内
  - 北海道道306號丸瀨布上渚滑線：紋別市上渚滑町更生
  - 北海道道553號上藻別上渚滑停車場線：紋別市上渚滑町7丁目、紋別市上渚滑町上東
  - 北海道道804號和訓邊上渚滑線：紋別市上渚滑町7丁目
  - 北海道道713號中渚滑紋別停車場線：紋別市上渚滑町中渚滑
  - 北海道道766號和訓邊渚滑停車場線：紋別市渚滑町元西
  - 國道238號・北海道道305號紋別丸瀨布線：紋別市渚滑町7丁目（渚滑町5丁目・渚滑町7丁目終點）

## 別名
- 糠平國道
- 上川國道
- 渚滑國道